# أل كيليان
أل كيليان (بالإنجليزية: Al Killian)‏ هو عازف جاز وملحن أمريكي، ولد في 15 أكتوبر 1916 في برمنغهام في الولايات المتحدة، وتوفي في 5 سبتمبر 1950 في لوس أنجلوس في الولايات المتحدة.

## وصلات خارجية
- أل كيليان على موقع IMDb (الإنجليزية)
- أل كيليان على موقع ميوزك برينز (الإنجليزية)
- أل كيليان على موقع أول ميوزيك (الإنجليزية)
- أل كيليان على موقع ديسكوغز (الإنجليزية)